# 老廃物
| ウィキペディアには「老廃物」という見出しの百科事典記事はありません（タイトルに「老廃物」を含むページの一覧/「老廃物」で始まるページの一覧）。 代わりにウィクショナリーのページ「老廃物」が役に立つかもしれません。 |